# Ron Fair
Ron Fair é um executivo veterano A&R, produtor e compositor americano.
Ele produziu diversos hits de artistas como Christina Aguilera, Ashlee Simpson, The Black Eyed Peas, Lady Gaga, Mary J. Blige, entre outros. Atualmente trabalha com The Rosso Sisters.
Em 2006, tornou presidente da Geffen Records.